# زبان‌های اطلس–کنگو
زبان‌های اطلس-کنگو (به انگلیسی: Atlantic–Congo) بخش عمده و هسته اصلی خانواده زبان‌های نیجر-کنگو در آفریقا هستند که با سامانه‌های سطح اسمی مشخص می‌شوند. آن‌ها شامل همه زبان‌های نیجر-کنگو به جز دونگون، مانده، ایجاو، کاتلا و راشاد می‌شوند.